# Chief of the Air Staff
De Chief of the Air Staff is het hoofd van de Royal Air Force en een lid van zowel de Chiefs of Staff Committee en de Air Force Board. 

## Geschiedenis
De post werd in 1918 tijdens de oprichting van de Royal Air Force (RAF) opgericht en het eerste hoofd werd Marshal of the Royal Air Force Sir Hugh Trenchard, die een sleutelfiguur was bij de oprichting van de RAF. Na het pensioen van Lord Trenchard in 1929 vochten zijn opvolgers om de RAF onafhankelijkheid te houden van de Royal Navy en de British Army, maar de grondvesten van Trenchard bleken solide te zijn.
Toen de Tweede Wereldoorlog in september 1939 uitbrak had het toenmalig hoofd Air Chief Marshal Sir Cyril Newall een dienst die de snelste uitbreiding had tijdens de Britse herbewapeningsprogramma's in de jaren dertig. Newall droeg in 1940 het stokje over aan Air Chief Marshal Sir Charles Portal die de dienst voor de rest van de oorlog leidde. Portal was een onvermoeide verdediger van de RAF en uiterst bekwaam in bestuur en strategie. 
Na de Tweede Wereldoorlog heroriënteerde de RAF zich voor de uitvoering van een dubbelrol, namelijk de verdediging van het krimpende Britse Rijk en een eventuele strijd tegen de Sovjet-Unie in een slag tussen het Warschaupact en de NAVO boven Duitsland en het Verenigd Koninkrijk. De Chiefs of the Air Staff leverden een voortdurende strijd om de Britse luchtvaartindustrie levend te houden. 
De plaatsvervanger van de Chief of the Air Staff is de Assistant Chief of the Air Staff. Van 1918 tot 1968 heette de plaatsvervanger van de Chief of the Air Staff de Deputy Chief of the Air Staff. De Chief of the Air Staff benoemt normaal de Air Aide de Camp bij de Britse monarch.

## Chiefs of the Air Staff
- Generaal-majoor Sir Hugh Trenchard 3 januari 1918-13 maart 1918
- Generaal-majoor Sir Frederick Sykes 13 maart 1918-31 maart 1919
- Marshal of the Royal Air Force Sir Hugh Trenchard 31 maart 1919-1 januari 1930
- Air Chief Marshal Sir John Salmond 1 januari 1930-1 april 1933
- Air Chief Marshal Sir Geoffrey Salmond 1 april 1933-28 april 1933
- Marshal of the Royal Air Force Sir John Salmond 28 april 1933-22 mei 1933
- Marshal of the Royal Air Force Sir Edward Ellington 22 mei 1933-1 september 1937
- Marshal of the Royal Air Force Sir Cyril Newall 1 september 1937-25 oktober 1940
- Marshal of the Royal Air Force The Lord Portal 25 oktober 1940-1 januari 1946
- Marshal of the Royal Air Force Sir Arthur Tedder 1 januari 1946-1 januari 1950
- Marshal of the Royal Air Force Sir John Slessor 1 januari 1950-1 januari 1953
- Marshal of the Royal Air Force Sir William Dickson 1 januari 1953-1 januari 1956
- Marshal of the Royal Air Force Sir Dermot Boyle 1 januari 1956-1 januari 1960
- Marshal of the Royal Air Force Sir Thomas Pike 1 januari 1960-1 september 1963
- Air Chief Marshal Sir Charles Elworthy 1 september 1963-1 april 1967
- Air Chief Marshal Sir John Grandy 1 april 1967-1 april 1971
- Air Chief Marshal Sir Denis Spotswood 1 april 1971-1 april 1974
- Air Chief Marshal Sir Andrew Humphrey 1 april 1974-7 augustus 1976
- Marshal of the Royal Air Force Sir Neil Cameron 7 augustus 1976-10 augustus 1977
- Air Chief Marshal Sir Michael Beetham 10 augustus 1977-15 oktober 1982
- Air Chief Marshal Sir Keith Williamson 15 oktober 1982-15 oktober 1985
- Air Chief Marshal Sir David Craig 15 oktober 1985-14 november 1988
- Air Chief Marshal Sir Peter Harding 14 november 1988-6 november 1992
- Air Chief Marshal Sir Michael Graydon 6 november 1992-10 april 1997
- Air Chief Marshal Sir Richard Jones 10 april 1997-21 april 2000
- Air Chief Marshal Sir Peter Squire 21 april 2000-1 augustus 2003
- Air Chief Marshal Sir Jock Stirrup 1 augustus 2003-13 april 2006
- Air Chief Marshal Sir Glenn Torpy 13 april 2006-31 juli 2009
- Air Chief Marshal Sir Stephen Dalton 31 juli 2009-